# Роббі Кін
Ро́берт (Ро́ббі) Де́від Кін (ірл. Roibéard Daithí Ó Catháin, англ. Robert "Robbie" David Keane; нар. 8 липня 1980, Таллахт, Дублін, Ірландія) — ірландський футболіст, нападник американського клубу «Лос-Анджелес Гелексі», капітан збірної Ірландії. 4 червня Роббі забив два голи у ворота Македонії, таким чином на рахунку футболіста стало 51 забитий м'яч за національну збірну, що є рекордом для країн британського та ірландського островів .

## Клубна кар'єра

### «Ліверпуль»
28 липня 2008 року перейшов у «Ліверпуль» з «Тоттенхема» і підписав контракт із мерсисайдцями строком на чотири роки . Сума трансферу склала 20,3 мільйонів фунтів з можливістю збільшення ще на два мільйони. Кін отримав сьомий номер, який до нього носили легенди «Ліверпуля» Кевін Кіган і Кенні Далгліш.

### Повернення в «Тоттенгем»
2 лютого 2009 року Роббі Кін повернувся назад у «Тоттенхем Хотспур». Сума трансферу футболіста з «Ліверпуля» оцінюється у 12 мільйонів фунтів стерлінгів.

### «Селтік»
2 лютого 2010 року прес-служби «Тоттенхема» і «Селтіка» офіційно підтвердили інформацію про переїзд Роббі Кіна до Шотландії. Форвард збірної Ірландії буде захищати кольори «кельтів» на правах оренди до кінця сезону. 
Після повернення з оренди в Тоттенгем, Роббі Кін в зимнє трансферне вікно на правах оренди перейшов до клубу Вест Гем Юнайтед, до кінця сезону 2010/2011. Дебютував в команді 2 лютого 2011 перемогою над командою Блекпул рахунком 3:1. У гравця була угода з цим клубом, що якщо, клуб залишиться у Прем'єр Лізі, то угода продовжиться ще на два роки. Але у травні 2011 Вест Гем вилетів з Прем'єр Ліги, тому гравець повернувся назад до Тоттенгема.

## Кар'єра в збірній
Будучи частиною знаменитого ірландського «Золотого покоління» кінця  90-х, Кін грає за  збірну Ірландії з 1998 року. Зараз, обігнавши Ніла Куїнна, він є найкращим бомбардиром збірної. Учасник  Чемпіонату світу 2002.
Посідає перше місце у списку найкращих бомбардирів у європейських кваліфікаціях до чемпіонатів Європи і світу з показником в 38 голів.

## Цікаві факти
- У дитинстві вболівав за «Ліверпуль» і «Селтік».
- Відомий своєю манерою відзначати гол біля кутового прапорця.
- На його трансфери клуби витратили 70 мільйонів фунтів стерлінгів.
- 1997 року Роббі відхилив пропозицію «Ліверпуля» і уклав контракт з «Вулверхемптоном»

## Досягнення

### Командні
Гравець
«Ковентрі Сіті»
- Фіналіст молодіжного кубка Англії: 2000

«Інтернаціонале»
- Фіналіст Суперкубка Італії: 2000

«Ліверпуль»
- Срібний призер чемпіонату Англії: 2008/09

«Тоттенхем»
Володар Кубка Футбольної Ліги: 2007-08
«Селтік»
- Срібний призер чемпіонату Шотландії: 2009/10

Збірна Ірландії
- Чемпіон Європи (U-18): 1998

### Особисті
- Найкращий бомбардир збірної Ірландії (45 м'яч)
- Найкращий гравець року в «Селтіку» за версією вболівальників: 2009/10 [6]
- Гравець місяця англійської Прем'єр-ліги: серпень 1999, січень 2001, квітень 2007
- Гравець місяця шотландської Прем'єр-ліги: березень 2010 [7]

### Тренер
«Маккабі» (Тель-Авів)
- Володар Кубка Тото: 2023-24
- Чемпіон Ізраїлю: 2023-24

«Ференцварош»
- Чемпіон Угорщини: 2024-25

## Статистика виступів

### Клубна кар'єра
| Клуб                                   | Сезон     | Ліга         | Ліга         | Кубок Англії | Кубок Англії | Кубок Ліги | Кубок Ліги | Єврокубки | Єврокубки | Всього | Всього |
| Клуб                                   | Сезон     | Ігри         | Голи         | Ігри         | Голи         | Ігри       | Голи       | Ігри      | Голи      | Ігри   | Голи   |
| -------------------------------------- | --------- | ------------ | ------------ | ------------ | ------------ | ---------- | ---------- | --------- | --------- | ------ | ------ |
| Вулверхемптон (Перший дивізіон Англії) | 1997-98   | 38           | 11           | 3            | 0            | 4          | 0          |           |           | 45     | 11     |
| Вулверхемптон (Перший дивізіон Англії) | 1998-99   | 33           | 11           | 2            | 2            | 4          | 3          |           |           | 39     | 16     |
| Вулверхемптон (Перший дивізіон Англії) | 1999-00   | 2            | 2            |              |              | 1          | 0          |           |           | 3      | 2      |
|                                        | Всього    | 73           | 24           | 5            | 2            | 9          | 3          |           |           | 87     | 29     |
|                                        |           | Прем'єр-ліга | Прем'єр-ліга | Кубок Англії | Кубок Англії | Кубок Ліги | Кубок Ліги | Єврокубки | Єврокубки | Всього | Всього |
| Ковентрі Сіті                          | 1999—2000 | 31           | 12           | 3            | 0            |            |            |           |           | 34     | 12     |
|                                        | Всього    | 31           | 12           | 3            | 0            |            |            |           |           | 34     | 12     |
|                                        |           | Серія А      | Серія А      | Кубок Італії | Кубок Італії | -          | -          | Єврокубки | Єврокубки | Всього | Всього |
| Інтер Мілан                            | 2000—2001 | 6            | 0            | 3            | 1            |            |            | 4         | 1         | 13     | 2      |
|                                        | Всього    | 6            | 0            | 3            | 1            |            |            | 4         | 1         | 13     | 2      |
|                                        |           | Прем'єр-ліга | Прем'єр-ліга | Кубок Англії | Кубок Англії | Кубок Ліги | Кубок Ліги | Єврокубки | Єврокубки | Всього | Всього |
| Лідс Юнайтед                           | 2000—2001 | 18           | 9            | 2            | 0            |            |            |           |           | 20     | 9      |
| Лідс Юнайтед                           | 2001—2002 | 25           | 3            |              |              | 2          | 3          | 6         | 3         | 33     | 9      |
| Лідс Юнайтед                           | 2002—2003 | 3            | 1            |              |              |            |            |           |           | 3      | 1      |
|                                        | Всього    | 46           | 13           | 2            | 0            | 2          | 3          | 6         | 3         | 56     | 19     |
| Тоттенхем                              | 2002—2003 | 29           | 13           | 1            | 0            | 2          | 0          |           |           | 32     | 13     |
| Тоттенхем                              | 2003—2004 | 34           | 14           | 3            | 1            | 4          | 1          |           |           | 41     | 16     |
| Тоттенхем                              | 2004—2005 | 35           | 11           | 6            | 3            | 4          | 3          |           |           | 45     | 17     |
| Тоттенхем                              | 2005—2006 | 36           | 16           | 1            | 0            | 1          | 0          |           |           | 38     | 16     |
| Тоттенхем                              | 2006—2007 | 27           | 11           | 5            | 5            | 3          | 1          | 9         | 5         | 44     | 22     |
| Тоттенхем                              | 2007—2008 | 36           | 15           | 3            | 2            | 5          | 2          | 10        | 4         | 54     | 23     |
|                                        | Всього    | 197          | 80           | 19           | 11           | 19         | 7          | 19        | 9         | 254    | 107    |
| Ліверпуль                              | 2008—2009 | 19           | 5            | 1            | 0            | 1          | 0          | 7         | 2         | 28     | 7      |
|                                        | Всього    | 19           | 5            | 1            | 0            | 1          | 0          | 7         | 2         | 28     | 7      |
| Тоттенхем                              | 2008—2009 | 14           | 5            | -            | -            | -          | -          | -         | -         | 14     | 5      |
|                                        | Всього    | 14           | 5            | -            | -            | -          | -          | -         | -         | -      | -      |
| Всього за кар'єру                      |           | 377          | 139          | 33           | 14           | 31         | 13         | 36        | 15        | 472    | 176    |

### Кар'єра в збірній
| Номер          | Дата          | Місце                                    | Суперник          | Рахунок       | Змагання         | Голи          |
| 1998 (2 голи)  | 1998 (2 голи) | 1998 (2 голи)                            | 1998 (2 голи)     | 1998 (2 голи) | 1998 (2 голи)    | 1998 (2 голи) |
| -------------- | ------------- | ---------------------------------------- | ----------------- | ------------- | ---------------- | ------------- |
| 1-2            | 14 жовтня     | «Ленсдаун Роуд», Дублін                  | Мальта            | 5-0           | Кваліфікація ЧЄ  | 2             |
| 1999 (3 голи)  |               |                                          |                   |               |                  |               |
| 3              | 1 вересня     | «Ленсдаун Роуд», Дублін                  | Югославія         | 2-1           | Кваліфікація ЧЄ  | 1             |
| 4              | 8 вересня     | «Ta 'Qali Stadium», Мдина                | Мальта            | 3-2           | Кваліфікація ЧЄ  | 1             |
| 5              | 13 листопада  | «Ленсдаун Роуд», Дублін                  | Туреччина         | 1-1           | Кваліфікація ЧЄ  | 1             |
| 2000 (2 голи)  |               |                                          |                   |               |                  |               |
| 6              | 23 лютого     | «Ленсдаун Роуд», Дублін                  | Чехія             | 2-0           | Товариський матч | 1             |
| 7              | 2 вересня     | «Арена», Амстердам                       | Нідерланди        | 2-2           | Кваліфікація ЧС  | 1             |
| 2001 (1 гол)   |               |                                          |                   |               |                  |               |
| 8              | 10 листопада  | «Ленсдаун Роуд», Дублін                  | Іран              | 2-0           | Кваліфікація ЧС  | 1             |
| 2002 (6 голів) |               |                                          |                   |               |                  |               |
| 9              | 13 лютого     | «Ленсдаун Роуд», Дублін                  | Росія             | 2-0           | Товариський матч | 1             |
| 10             | 27 березня    | «Ленсдаун Роуд», Дублін                  | Данія             | 3-0           | Товариський матч | 1             |
| 11             | 5 червня      | «Кашима Стадіум», Кашима                 | Німеччина         | 1-1           | Чемпіонат світу  | 1             |
| 12             | 11 червня     | «Міжнародний стадіон Йокогама», Йокогама | Саудівська Аравія | 3-0           | Чемпіонат світу  | 1             |
| 13             | 16 червня     | «Suwon Big Bird Stadium», Сувон          | Іспанія           | 1-1           | Чемпіонат світу  | 1             |
| 14             | 21 серпня     | «Олімпійський стадіон», Хельсінкі        | Фінляндія         | 3-0           | Товариський матч | 1             |
| 2003 (4 голи)  |               |                                          |                   |               |                  |               |
| 15             | 7 червня      | «Ленсдаун Роуд», Дублін                  | Албанія           | 2-1           | Кваліфікація ЧЄ  | 1             |
| 16             | 11 червня     | «Ленсдаун Роуд», Дублін                  | Грузія            | 2-0           | Кваліфікація ЧЄ  | 1             |
| 17-18          | 18 листопада  | «Ленсдаун Роуд», Дублін                  | Канада            | 3-0           | Товариський матч | 2             |
| 2004 (6 голів) |               |                                          |                   |               |                  |               |
| 19             | 31 березня    | «Ленсдаун Роуд», Дублін                  | Чехія             | 2-1           | Товариський матч | 1             |
| 20             | 5 червня      | «Арена», Амстердам                       | Нідерланди        | 1-0           | Товариський матч | 1             |
| 21             | 4 вересня     | «Ленсдаун Роуд», Дублін                  | Кіпр              | 3-0           | Кваліфікація ЧС  | 1             |
| 22-23          | 13 жовтня     | «Ленсдаун Роуд», Дублін                  | Фарерські острови | 2-0           | Кваліфікація ЧС  | 2             |
| 24             | 16 листопада  | «Ленсдаун Роуд», Дублін                  | Хорватія          | 1-0           | Товариський матч | 1             |
| 2005 (1 гол)   |               |                                          |                   |               |                  |               |
| 25             | 4 червня      | «Ленсдаун Роуд», Дублін                  | Ізраїль           | 2-2           | Кваліфікація ЧС  | 1             |
| 2006 (4 голи)  |               |                                          |                   |               |                  |               |
| 26             | 1 березня     | «Ленсдаун Роуд», Дублін                  | Швеція            | 3-0           | Товариський матч | 1             |
| 27-29          | 15 листопада  | «Ленсдаун Роуд», Дублін                  | Сан-Марино        | 5-0           | Кваліфікація ЧЄ  | 3             |
| 2007 (3 голи)  |               |                                          |                   |               |                  |               |
| 30-31          | 22 серпня     | «NRGi Park», Орхус                       | Данія             | 4-0           | Товариський матч | 2             |
| 32             | 17 листопада  | «Міленіум », Кардіфф                     | Уельс             | 2-2           | Кваліфікація ЧЄ  | 1             |
| 2008 (3 голи)  |               |                                          |                   |               |                  |               |
| 33             | 29 травня     | «Крейвен Коттедж», Лондон                | Колумбія          | 1-0           | Товариський матч | 1             |
| 34             | 20 серпня     | «Уллевол», Осло                          | Норвегія          | 1-1           | Товариський матч | 1             |
| 35             | 15 жовтня     | «Кроук Парк», Дублін                     | Кіпр              | 1-0           | Кваліфікація ЧС  | 1             |
| 2009 (4 голи)  |               |                                          |                   |               |                  |               |
| 36-37          | 11 лютого     | «Кроук Парк», Дублін                     | Грузія            | 2-1           | Кваліфікація ЧС  | 2             |
| 38             | 1 квітня      | «Сан Нікола», Барі                       | Італія            | 1-1           | Кваліфікація ЧС  | 1             |
| 39             | 29 травня     | «Крейвен Коттедж», Лондон                | Нігерія           | 1-1           | Товариський матч | 1             |
| 2010 (3 голи)  |               |                                          |                   |               |                  |               |
| 40-41          | 28 травня     | «RDS Arena», Дублін                      | Алжир             | 3-0           | Товариський матч | 2             |
| 42             | 8 жовтня      | «Авіва-Стедіум», Дублін                  | Росія             | 2-3           | Кваліфікація ЧЄ  | 1             |